# Nécropole de Strozzacapponi
La Nécropole de Strozzacapponi est un ensemble de tombes étrusques, datant probablement des IIIe et Ier siècles av. J.-C. située dans la localité de Strozzacapponi entre les communes de Pérouse et Corciano en Ombrie.

## Histoire
La vaste nécropole est composée de tombes a camera, creusées dans le tuf volcanique, destinées à des membres de familles modestes (ouvriers et artisans). Il s'agit de petites niches avec dromos creusées dans la roche et accessibles par un escalier. La plupart ont des dimensions identiques et sont disposées selon un plan urbanistique régulier. 
À l'intérieur des chambres rectangulaires se trouvent des banquettes servant à accueillir les urnes et les trousseaux funéraires. Les urnes, pour la plupart sans décorations, portent uniquement le nom du défunt gravé ou peint sur le couvercle.
La majorité des tombes, découvertes par hasard pendant des travaux de terrassement, ont été  conservées et intégrées à l'intérieur d'un centre habité et commercial.